# 山形県立置賜農業高等学校飯豊分校
山形県立置賜農業高等学校飯豊分校（やまがたけんりつ おきたまのうぎょうこうとうがっこう いいでぶんこう）とは、山形県西置賜郡飯豊町にあった県立高等学校。
山形県公立高等学校再編計画によって、2013年3月に本校と統合された。

## 概要
- 設置学科　全日制課程　
  - 農業科

## 沿革
- 1948年 - 山形県立豊原高等学校（定時制課程農業科）創立。
- 1955年 - 山形県立飯豊高等学校に改称。
- 1964年 - 山形県立置賜農業高等学校飯豊分校となる。
- 2013年 - 閉校。

## 最寄り駅
- JR東日本米坂線羽前椿駅徒歩12分